# Arnolol
Arnolol je beta blokator.